# Спајдермен: Повратак кући
Спајдермен: Повратак кући (енгл. Spider-Man: Homecoming) је амерички научнофантастични суперхеројски филм из 2017. године, редитеља Џона Вотса. Сценаристи су Џонатан Голдстин, Џон Франсис Дејли, Џон Вотс, Кристофер Форд, Крис Макена и Ерик Самерс по стрипу Спајдермен Стена Лија и Стива Дитка. Продуценти филма су Кевин Фајги и Ејми Паскал. Ово је шеснаести наставак у серији филмова из Марвеловог филмског универзума. Музику је компоновао Мајкл Џијакино. Глумачку екипу чине Том Холанд, Мајкл Китон, Џон Фавро, Зендеја, Доналд Главер, Тајн Дејли, Мариса Томеј и Роберт Дауни Млађи. Радња филма прати Питера Паркера који покушава да усклади свој средњошколски живот са својим дужностима као Спајдермен, истовремено се суочавајући са Лешинарем.
У фебруару 2015, Марвел и Сони су постигли договор о подели права на филмове о Спајдермену, тиме интегришући овог лика у Марвелов филмски универзум. Наредног јуна, Холанд је добио насловну улогу, а Вотс је најављен као режисер. У априлу 2016, наслов филма је откривен, заједно са осталим улогама, укључујући Даунија у улози Тонија Старка / Ајронмена. Снимање је почело у јуну исте године у Округу Фејет, Џорџија, а настављено је у Атланти, Лос Анђелесу и Њујорку. Остали сценаристи су откривени током снимања, које је завршено у октобру 2016. у Берлину. Продукцијски тим се потрудио да учини филм другачијим у односу на претходне филмове о Спајдермену.
Филм је премијерно приказан 28. јуна 2017. у Холивуду, док је у америчким биоскопима реализован 7. јула исте године. Зарадио је преко 880 милиона долара широм света, тада постајући други најуспешнији филм о Спајдермену, као и шести најуспешнији филм из 2017. године. Добио је похвале за свој светли тон, фокус на Питеров средњошколски живот, као и глуму Холанда и Китона. Филм прате три наставка: Спајдермен: Далеко од куће (2019), Спајдермен: Пут без повратка (2021) и Spider-Man: Brand New Day (2026).

## Радња
По окончању Битке за Њујорк, Адријан Тумс потписује уговор са градом о уклањању отпада и свемирског материјала, али већ на самом почетку посао преузима Одељење за контролу штете, канцеларија извршне власти Сједињених Држава под патронатом Старк Индустрије. Срдит због окончања посла, у кредитима због ангажовања радника, Тумс одлучује да задржи нешто од већ прикупљене Читаури технологије. Осам година касније, Питер Паркер дебитује као Осветник у борби на аеродрому у Немачкој. Под патронатом Тонија Старка, који га сада предаје Харолду Хогану, Паркер наставља образовање у Градској школи за науку и технологију под изговором стажирања у Старк Индустрији. Ипак, Старк га уверава да још увек није спреман да постане равноправан члан Осветника.
Паркер отказује наступ у академском десетобоју и фокусира се на борбу против криминала на улицама Њујорка. Током спречавања пљачке једног од банкомата у Квинсу, Паркер је нападнут оружјем Читаури порекла. Он успе да зароби пљачкаше и враћа се у свој стан, где његов пријатељ, Нед, открива његов тајни идентитет. Следеће ноћи, Паркер наилази на два Тумсова сарадника, Џексона Бриса и Хермана Шулца како продају оружје локалном криминалцу, Арону Дејвису. Паркер спасе Шулца, али га хуманоид са механичким крилима хвата са земље и диже у ваздух што активира падобран у Спајдермен оделу Старкове производње. Заплетен у падобран, Паркер пада у језеро и умало се не удави пре него га спаси једно од Старкових одела које он лично наводи. Старк упозорава Паркера да не доводи себе у опасне ситуације. Крилато биће се открива као Тумс, звани Лешинар, који случајно убије Бриса те Шулц постаје његова нова десна рука, звана Шокер.
Паркер и Нед проучавају оружје које је Брис изгубио и уклањају му језгро. Уређај за праћење који је постављен на Шулцу упути Паркера у Мериленд те он одлучује да се придружи тиму академског декатлона и одлази у Вашингтон, Дистрикт Колумбија. Нед помаже Паркеру да уклоне уређај за праћење које је Старк инсталирао у одело и откључавају неке од закључаних могућности одела. Паркер покуша да ухвати Тумса током пљачке камиона Одељења за контролу штете, али бива заробљен у камиону. Он открива да је језгро извађено из оружја врло нестабилно и да лако може изазвати експлозију. Он бежи из складишта Одељења за контролу штете и жури до Вашингтонског споменика, али језгро експлодира и у лифту зароби Паркеров тим у десетобоју, изузев Мишел Ем-Џеј Џоунс. Избегавши сукоб са локалним властима, Паркер спасава свој тим, између осталих Лиз, његову симпатију. При повратку у Њујорк, Паркер убеди Дејвиса да му открије локацију на којој је Тумс. Дејвис га упути на трајект који иде са Стејтен Ајленда. Тумс успе да одлети са трајекта док Читаури оружје пресеца трајект на пола. Након што Паркер не успе да осигура трајект, појављује се Старк и уз асистенцију својих технолошких иновација обезбеђује трајект. Разочаран Паркеровим потезима, Старк му одузима Спајдермен одело.
Паркер се враћа свакодневним обавезама средњошколца и уједно позива Лиз на матурски плес. На дан плеса, Паркер сазнаје да је Лиз Тумсова ћерка. Тумс закључи да је Паркер заправо Спајдермен и прети му уколико га омете у плановима. Паркер сазнаје да Хоган сели технологију из Старковог торња на имање Осветника, северно од Њујорка и закључи да Тумс жели да отме последњи авион који напусти Старков торањ. Паркер узима своје старо одело, бива нападнут од стране Шулца, али уз Недову помоћ креће на Тумса. Тумс напада Паркера и умало га не убије срушивши зграду на њега. Паркер успева да побегне и стиже до авиона који у току борбе између Тумса и Паркера пада на Кони Ајленд. Паркер успе да спаси Тумса од експлозије коју је изазвало одело Лешинара и оставља га властима. Након хапшења свог оца, Лиз се сели из Њујорка, Паркер одбија понуду да постане равноправни Осветник, а Старк запроси Пепер Потс. Старк враћа Спајдермен одело Паркеру. Тетка Меј сазнаје за Паркеров тајни идентитет.
У завршним сценама, Тумс је у затвору где не жели да ода идентитет Спајдермена осталим затвореницима.

## Улоге
| Глумац             | Улога                    |
| ------------------ | ------------------------ |
| Том Холанд         | Питер Паркер/ Спајдермен |
| Мајкл Китон        | Ејдријан Тумс / Лешинар  |
| Џон Фавро          | Харолд „Хепи” Хоган      |
| Зендеја            | Мишел „Ем Џеј” Џоунс     |
| Џејкоб Баталон     | Нед Лидс                 |
| Доналд Главер      | Арон Дејвис              |
| Тајн Дејли         | Ана Мари Хог             |
| Тони Револори      | Јуџин „Флеш” Томпсон     |
| Мартин Стар        | Роџер Херингтон          |
| Мариса Томеј       | Меј Паркер               |
| Роберт Дауни Млађи | Тони Старк / Ајронмен    |
| Гвинет Палтроу     | Пепер Потс               |
| Ангури Рајс        | Бети Брант               |